# Ch-25
Ch-25 (ros. Х-25, kod NATO: AS-10 Karen, AS-12 Kegler) – rodzina radzieckich pocisków kierowanych klasy powietrze-ziemia.

## Historia

### Ch-25
Jeszcze przed wprowadzeniem w 1974 roku do uzbrojenia pocisku Ch-23 naprowadzanego radiokomendowo, rozpoczęto prace nad wersją tego pocisku naprowadzaną na cel podświetlony wiązką lasera. Prace nad nią rozpoczęto na zlecenie wojska w 1969 roku w biurze konstrukcyjnym Kaliningradzkich Zakładów Maszynowych (późniejszym OKB Zwiezda) w Kaliningradzie pod Moskwą, a opracowanie systemu naprowadzania laserowego zlecono NPO Gieofizika. Równolegle rozpoczęto opracowywanie cięższego pocisku Ch-29 w biurze Mołnija. Prace prowadzono wspólnie z OKB Suchoja planując uzbrojenie w nową rakietę samolotów Su-7 i Su-17. Próby wykazały, że nowy system naprowadzania ułatwia użycie broni, jednak wymaga wyposażenia samolotu w precyzyjnego autopilota. Dlatego zrezygnowano z integracji nowej rakiety z Su-7.
Rakieta Ch-25 wykorzystywała większość podzespołów Ch-23. Nowością była półaktywna głowica samonaprowadzania 24N1 zamocowana w przedniej części rakiety,  zakończona przezroczystą osłoną, współpracująca z podświetlaczem laserowym na samolocie. Zasadnicza głowica bojowa odłamkowo-burząca F-25-1M, umieszczona za przedziałem sterowania, miała masę 112 kg, w tym 80 kg materiału wybuchowego. Ponieważ z ogona rakiety usunięto zbędną aparaturę systemu kierowania Delta-R1M, umieszczono w tym miejscu drugą głowicę bojową F-25-2M o masie 24 kg, w tym 13 kg materiału wybuchowego. Tylna głowica była charakterystycznie niesymetrycznie podcięta dla lepszego rozrzutu odłamków. Pocisk był wyposażony w autopilota SUR-71. Silnik rakietowy na paliwo stałe PRD-228 był zaadaptowany z pocisku Ch-23 i miał dwie dysze boczne. Pocisk nosił też oznaczenie fabryczne „wyrób 69” (ros. izdielije 69).
Pocisk mógł być wystrzeliwany z odległości od 3 do 7 km, z samolotu lecącego na wysokości 500–4000 m z prędkością między 730 a 1040 km/h. Czas kierowanego lotu wynosił do 25 sekund. Można było wystrzeliwać pociski salwą. Wadą przyjętego sposobu naprowadzania przez podświetlacz Prożektor było zgranie wiązki lasera z osią podłużną samolotu, przez co pilot musiał utrzymywać cel w celowniku i naprowadzać na niego samolot do chwili trafienia (podobnie jak w systemie kierowania w radiowej wiązce prowadzącej pocisku Ch-66, lecz z większą celnością). Zasadniczym sposobem było płytkie nurkowanie pod kątem 25-30°, bez możliwości manewrowania, wiążące się również z ryzykiem spowodowanym przez wyjście z nurkowania nad pozycjami przeciwnika i porażonym celem. W późniejszej stacji podświetlania Klon istniała możliwość pewnego odchylenia wiązki (w pionie od +6° do -30° i w poziomie ±12°), lecz położeniem plamki należało sterować ręcznie, co powodowało, że nadal najskuteczniejszy był atak w locie nurkowym. Większe możliwości manewrowania i automatyczne śledzenie celu wprowadzono dopiero wraz ze stacją podświetlania Kajra, umożliwiającą też korzystanie z bomb naprowadzanych laserowo (w pionie od +6° do -140° i w poziomie ±20°).
Próby Ch-25 rozpoczęto pod koniec 1973 roku. Podczas prób problemy sprawiała m.in. głowica samonaprowadzania, która musiała zostać ulepszona. Po ukończeniu 26 grudnia 1974 roku prób państwowych, w 1975 roku uruchomiono produkcję pocisków Ch-25 w Kaliningradzkich Zakładach Maszynowych (KMZ). Pocisk został formalnie przyjęty do uzbrojenia dopiero postanowieniem władz (KC KPZR i Rady Ministrów) 3 lutego 1976 roku wraz z podświetlaczem Prożektor jako element uzbrojenia kompleksu Su-17MKG (było to oznaczenie systemu, a nie samolotu). Konstruktorzy pocisku zostali nagrodzeni Nagroda Leninowską. Pociski te stosowano najpierw z podwieszanymi zasobnikami Prożektor na samolotach Su-17M2,  następnie z dalmierzem-podświetlaczem laserowym Klon na samolotach Su-17M3 i Su-25 (Klon-PS), Su-17M4 (Klon-54), MiG-27M i MiG-27D (Klon-PM), a ostatecznie z nową stacją podświetlania Kajra na samolotach MiG-27K i Su-24M. Próby stacji Klon i Kajra prowadzono od 1975 roku. Równolegle z Ch-25 prowadzono prace nad zbliżoną konstrukcyjnie rakietą przeciwradiolokacyjną oznaczoną indeksem Ch-27.

### Ch-25M
W połowie lat 70 XX w. do uzbrojenia radzieckiego lotnictwa taktycznego przyjęto rakiety Ch-23 (sterowana radiokomendowo), Ch-25 (naprowadzana na cel podświetlony laserem) i Ch-27 (przeciwradiolokacyjna). Wszystkie te rakiety powstały w jednym biurze konstrukcyjnym i miały zbliżoną konstrukcję. Podsunęło to pomysł opracowania uniwersalnej rakiety produkowanej wersjach różniących się głowicami z aparatura kierującą, a mających wspólny silnik, głowicę bojową korpus, skrzydła i elektronikę.
Powstały trzy wersje rakiety:
- Ch-25MR (izdielje 714, AS-10 Karen) – wersja naprowadzana radiokomendowo, następca Ch-23. Rakieta w tej wersji była wyposażona w aparaturę Delta zamocowaną w ogonie rakiety, a dziób rakiety był osłonięty owiewką.
- Ch-25ML (izdielje 713, AS-10 Karen) – wersja naprowadzana na cel podświetlony laserem, następca Ch-25. W dziobie rakiety w tej wersji była zainstalowana głowica 24N1 przejęta z Ch-25.
- Ch-25MP (izdielje 711, AS-12 Kegler) – wersja przeciwradiolokacyjna, następca Ch-27.

Poszczególne wersje zostały przyjęte do uzbrojenia w latach 1975–1976 i szybko wyparły starsze wzory kierowanego uzbrojenia rakietowego. Pierwszym nosicielem tych rakiet był MiG-27, później zintegrowano je z innymi samolotami lotnictwa taktycznego, a także z niektórymi śmigłowcami. Rakieta Ch-25 znajduje się na uzbrojeniu Sił Powietrznych RP.

## Dane taktyczno-techniczne
|                      | Ch-25MR | Ch-25ML  | Ch-25MP  |
| -------------------- | ------- | -------- | -------- |
| Masa                 | ??      | 300 kg   | 320 kg   |
| Masa głowicy bojowej | 89,6 kg | 89,6 kg  | 89,6 kg  |
| Średnica kadłuba     | 0,275 m | 0,275 m  | 0,275 m  |
| Zasięg               | ??      | do 10 km | do 40 km |

## Dane taktyczno-techniczne (Ch-25)
- Masa: 320 kg
- Masa głowicy bojowej: 112+24 kg
- Długość: 3,57 m
- Średnica kadłuba: 0,275 m
- Rozpiętość: 0,785 m
- Prędkość: ?? km/h
- Zasięg: ok. 10 km